# Mournans-Charbonny
Mournans-Charbonny település Franciaországban, Jura megyében. Lakosainak száma 82 fő (2022. január 1.). Mournans-Charbonny Onglières, Lent, Charency, Doye, Équevillon, Les Nans és Sapois községekkel határos.

## Népesség
A település népességének változása:
| Lakosok száma | 64   | 80   | 89   | 86   | 98   | 96   | 89   | 87   | 87   | 82   |
|               | 1968 | 1982 | 1990 | 2006 | 2013 | 2015 | 2017 | 2019 | 2020 | 2022 |